# WTA San José
Das WTA San José (offiziell: Mubadala Silicon Valley Classic) ist ein Damen-Tennisturnier der WTA Tour, das in der Stadt San José, Kalifornien, Vereinigte Staaten, ausgetragen wird. Spielort ist das Tenniszentrum der San José State University. Vorher fand das Turnier in Stanford statt.
Das Turnier ist Teil der US Open Series, die als Vorbereitungstour auf die US Open gilt.

## Siegerliste

### Einzel
| Jahr                         | Siegerin                                   | Finalgegnerin                              | Ergebnis                                   |
| ---------------------------- | ------------------------------------------ | ------------------------------------------ | ------------------------------------------ |
| ↓ Kategorie: International ↓ |                                            |                                            |                                            |
| 2018                         | Mihaela Buzărnescu                         | Maria Sakkari                              | 6:1, 6:0                                   |
| 2019                         | Zheng Saisai                               | Aryna Sabalenka                            | 6:4, 6:4                                   |
| 2020                         | aufgrund der COVID-19-Pandemie ausgefallen | aufgrund der COVID-19-Pandemie ausgefallen | aufgrund der COVID-19-Pandemie ausgefallen |
| ↓ Kategorie: WTA 500 ↓       |                                            |                                            |                                            |
| 2021                         | Danielle Collins                           | Darja Kassatkina                           | 6:3, 6:710, 6:1                            |
| 2022                         | Darja Kassatkina                           | Shelby Rogers                              | 6:72, 6:1, 6:2                             |

### Doppel
| Jahr                         | Siegerinnen                                | Finalgegnerinnen                           | Ergebnis                                   |
| ---------------------------- | ------------------------------------------ | ------------------------------------------ | ------------------------------------------ |
| ↓ Kategorie: International ↓ |                                            |                                            |                                            |
| 2018                         | Latisha Chan Květa Peschke                 | Ljudmyla Kitschenok Nadija Kitschenok      | 6:4, 6:1                                   |
| 2019                         | Nicole Melichar Květa Peschke              | Shūko Aoyama Ena Shibahara                 | 6:4, 6:4                                   |
| 2020                         | aufgrund der COVID-19-Pandemie ausgefallen | aufgrund der COVID-19-Pandemie ausgefallen | aufgrund der COVID-19-Pandemie ausgefallen |
| ↓ Kategorie: 250 ↓           |                                            |                                            |                                            |
| 2021                         | Darija Jurak Andreja Klepač                | Gabriela Dabrowski Luisa Stefani           | 6:1, 7:5                                   |
| 2022                         | Xu Yifan Yang Zhaoxuan                     | Shūko Aoyama Chan Hao-ching                | 7:5, 6:0                                   |